# Pukapuka

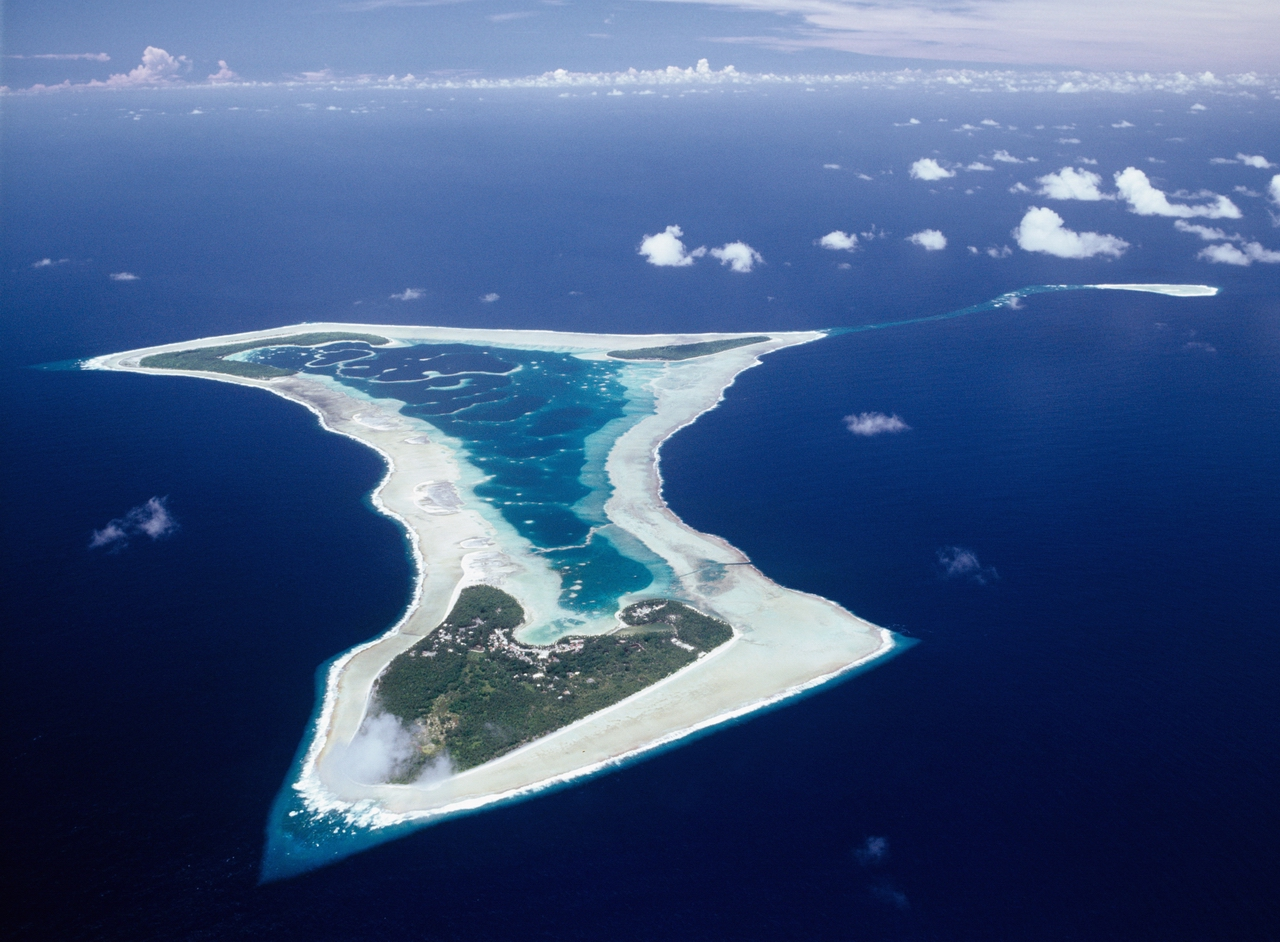
Vista aérea do atol de Pukapuka

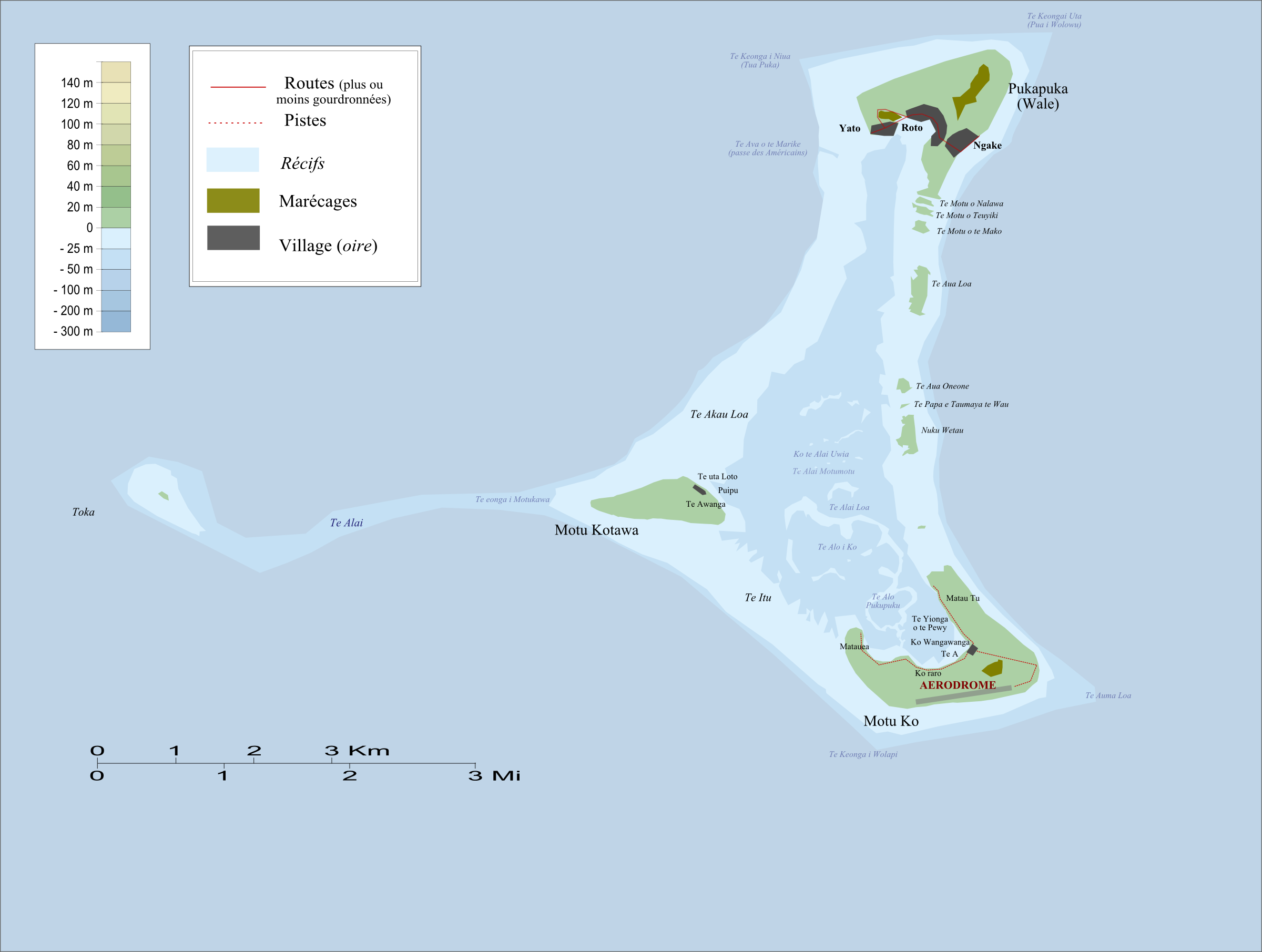
Mapa do atol de Pukapuka

Pukapuka é um atol e recife de coral nas Ilhas Cook do Oceano Pacífico, com três pequenas ilhotas circundadas em um recife que forma um lindo lago cristalino. É a mais remota ilha das Ilhas Cook, situada aproximadamente a 1140km a noroeste de Rarotonga. É um atol triangular com três ilhotas constituindo um pouco menos que 3km² de área. Nesta pequena ilha, uma cultura antiga e idioma distinto vêm sidos mantidos há muitos séculos. Nos anos 90, arqueologistas japoneses descobriram evidências de um acampamento humano datado aproximadamente de 2 mil anos atrás. Associações próximas pré-históricas de Pukapuka parecem ser com Samoa e outras ilhas a oeste. O nome tradicional para o atol era Te Ulu-o-Te-Watu ('a cabeça da pedra'), e a ilhota mais ao norte, onde o povo normalmente mora, é carinhosamente chamada de Wale (Casa).

## Visitantes europeus
Pukapuka foi a primeira das Ilhas Cook a ser avistada por navegadores europeus. O explorador espanhol Alvaro de Mendana de Neira viu-a no dia de São Bernardo, domingo 20 de agosto de 1595, e designou-a "San Bernardo".